# Grégory Samak
Pour les articles homonymes, voir Samak.
Grégory Samak, né le 18 août 1972, est un dirigeant de télévision, investisseur, homme d'affaires et écrivain français.

## Biographie

### Formation
Diplômé de l’Institut d'études politiques d'Aix-en-Provence en 1995, Grégory Samak est également titulaire d’un DEA télévision et cinéma de la Sorbonne - Paris I et d'un mastère spécialisé Médias de l'École supérieure de commerce de Paris — Europe (ESCP-EAP).

### Carrière
Recruté par la chaîne d'information en continu américaine ABC News en 1998, Grégory Samak poursuit sa carrière au sein du groupe AB pour devenir directeur de cabinet du président du groupe puis directeur des relations institutionnelles, ce qui l'a notamment conduit à étudier le dossier de la télévision numérique terrestre.
En janvier 2005, il est nommé directeur général de NT1, la nouvelle chaîne TNT du Groupe et participe au rachat de TMC par le groupe AB en collaboration avec le groupe TF1. 
À partir de l'été 2005, il participe à la conception et au développement de la chaîne d’informations en continu BFM TV (lancée le 28 novembre 2005) en tant que directeur général adjoint chargé de l’antenne et de l’administration. 
Parallèlement, en juillet 2006, il est promu numéro 2 du groupe NextRadioTV (propriétaire de BFM TV) au poste de secrétaire général.
En septembre 2007, il retourne dans le giron du Groupe AB pour monter IDF1, une nouvelle chaîne gratuite sur la TNT en Île-de-France, en tant que directeur général associé.
Dès 2010, il conduit un audit sur l'antenne et la programmation de la chaîne d'information internationale Euronews. En mai 2012, le nouveau président de la chaîne le nomme directeur de l'antenne et du marketing programmes avec pour mission de repositionner la chaîne sur le marché et de refondre totalement ses antennes. 
En avril 2016, il s'appuie sur l'agence sud-africaine This is Monarchy pour lancer Africanews, la nouvelle chaîne d'information panafricaine du Groupe Euronews.
En mai 2016, la nouvelle promesse "Euronews, all views" qui met avant le pluralisme des opinions est lancée dans le même temps qu'un nouveau logo et un nouvel habillage conçus avec les équipes de l'Agence Lambie-Nairn à Londres, ainsi que le compositeur anglais David Lowe (BBC World News, Premiere League....). En octobre 2016, une campagne publicitaire est lancée dans plusieurs grandes capitales en Europe et au Moyen-Orient pour l'occasion.
L'autopublication sur internet de son roman Le Livre secret, retraçant le parcours fictif d'un vieillard juif ayant vécu à Braunau am Inn, la ville de naissance d'Adolf Hitler, lui permet d'être repéré par Susanna Lea et publié, le 7 mai 2014, par Flammarion/Versilio.
En 2019, il devient directeur général de Molotov TV, acquise fin 2021 par le groupe américain FuboTV, pour un montant de 190 millions de dollars.

## Publication
- Le Livre secret, Paris, Éditions Flammarion, 2014  (ISBN 978-2-08-133646-9)